# Infinite Visions
Infinite Visions es un DVD en vivo de la banda finlandesa de power metal, Stratovarius. El material, técnicamente, no es de un concierto en vivo, sino una colección de vídeos caseros de la banda desde 1988 hasta el 2000. Dicho material muestra los cambios de la banda a través de esos doce años, desde Fright Night hasta Infinite. El DVD contiene material en vivo de presentaciones y giras, backstage con la banda, la grabación de Episode e Infinite. Salió a la venta el 20 de noviembre de 2000. Este DVD también contiene el clip de 30 segundos de Sonata Arctica interpretando Black Diamond en vivo. Tiene una duración de más de 2 horas de grabaciones caseras de la banda, además de 6 videoclips al final. El 17 de septiembre de 2009 nuevamente salió a la venta con un CD extra por Nuclear Blast. El DVD fue dirigido por "Jari Flinck". El 9 de noviembre del 2022 Edel Music publicó un videoclip de "Speed Of Light" para promocionar el DVD "Infinite Visions". Luego hizo lo propio el 24 de noviembre con el segundo videoclip llamado "Forever Free" y finalmente el 11 de septiembre de 2024 se publicó el videoclip de la canción "We Hold The Key".

## Capítulos
1. Welcome from Timo Tolkki and Timo Kotipelto
2. Prologue
3. Fright Night (Live at Giants of Rock, Finland, 1988)
4. Out Of The Shadows (Live at Shadow Club, Finland, 1994)
5. Infinite (Part 1)
6. Distant Skies (Live at Tavastia Club, Finland, 1995)
7. Recording Episode album
8. Speed Of Light (Live in Oulu, Finland, 1996)
9. Infinite (Part 2)
10. Japan Tour 1996
11. We Hold The Key (Live in Tokyo, Japan, 1996)
12. Forever Free (Live in Hamburg, Germany, 1997)
13. Visions Of Europe Tour 1997
14. Visions (Live in Lappajärvi, Finland, 1997)
15. Infinite (Part 3)
16. Japan Tour 1998, Paradise (Live in Tokyo)
17. Destiny Tour 1999
18. 4000 Rainy Nights" (Live at Menor Festival, Spain, 1999)
19. South American Tour 1999
20. Black Diamond (Live in Santiago, Chile, 1999)
21. Infinite (Part 4)
22. Forever (Unplugged, Barcelona, Spain, 1998)
23. Infinity Tour 2000
24. S.O.S (Live at Wacken Open Air, Germany, 2000)
25. Infinity (Live in Lyon, France, 2000)
26. Karjalan Kunnailla (Live in Tokyo, Japan 1998)
27. Epilogy

### Videoclips
1. A Million Light Years Away
2. Black Diamond
3. S.O.S
4. Hunting High And Low
5. Hold On to Your Dream (Unplugged)
6. The Kiss Of Judas

### Infinite Visions (CD Compilado) 2009
1. I Surrender (Live)
2. Hunting High And Low (Live)
3. Forever (Live)
4. Black Diamond (Live)
5. Phoenix (Live)
6. Infinity (Live)
7. Freedom (Demo Version)
8. Neon light Child (Demo Version)
9. Hunting High And Low (Demo Version)
10. Millenium (Demo Version)
11. Eagleheart (Demo Version)

## Especiales
En este DVD aparecen las bandas Rhapsody y Sonata Arctica (esta última interpretando una canción versionada de «Black Diamond», de Stratovarius).

## Miembros
- Timo Kotipelto: voces.
- Timo Tolkki: guitarra eléctrica.
- Jari Kainulainen: bajo.
- Jens Johansson: teclado.
- Jörg Michael: batería.